# Gölsebo göl
Gölsebo göl är en sjö i Värnamo kommun i Småland och ingår i Lagans huvudavrinningsområde.